# اگنیچاک
اگنیچاک (به لاتین: Agnichok) یک منطقهٔ مسکونی در نپال است که در Bagmati Zone واقع شده‌است.

## خصوصیات
اگنیچاک ۳٬۶۸۱ نفر جمعیت دارد.